# Association des Églises baptistes évangéliques au Canada
L’Association des Églises baptistes évangéliques au Canada (anglais : Fellowship of Evangelical Baptist Churches in Canada) est une association chrétienne évangélique d'églises baptistes au Canada. Elle est membre de l'Alliance évangélique du Canada. Son siège est situé à Guelph.

## Histoire

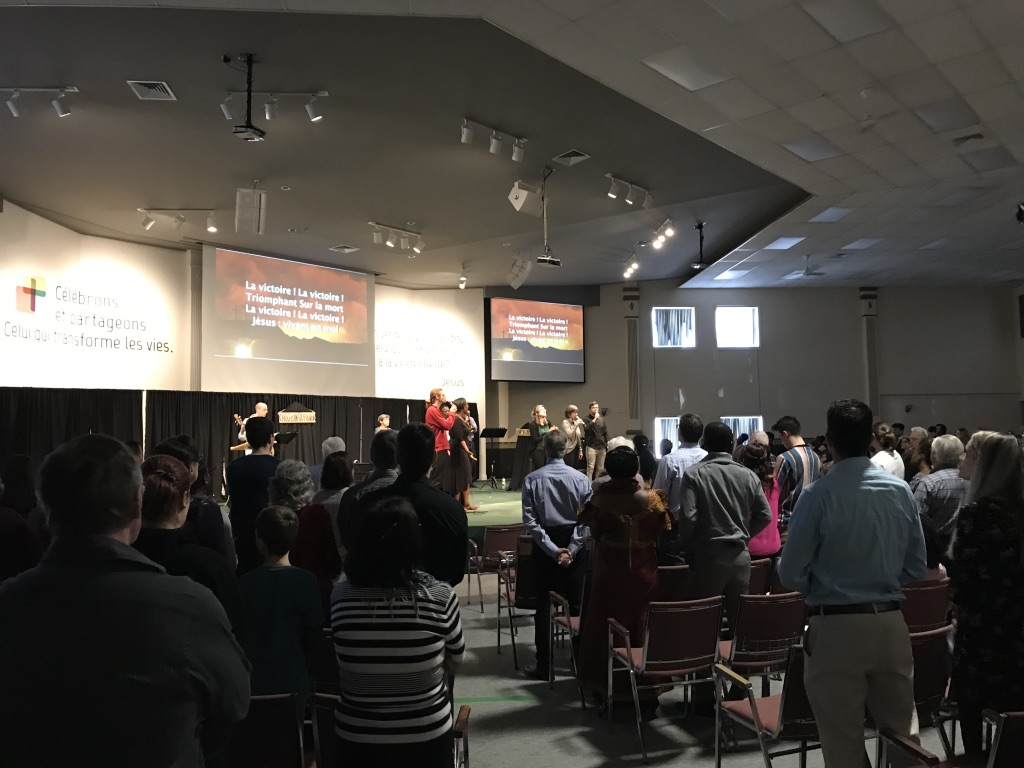
Service à l’Église Évangélique Chauveau de Québec (ville).

L'Association est fondée en 1953 avec la fusion de l'Union of Regular Baptist Churches of Ontario and Quebec et la Fellowship of Independent Baptist Churches, .  
En 1995, elle comptait 503 églises et 66,612 membres.
Selon un recensement de l’association, en 2001, elle aurait 71,073 membres .

## Croyances
L'Association a une confession de foi baptiste .

## Gouvernance
Elle est composée de 5 unions régionales d'églises soit le Fellowship des Prairies, le Fellowship Pacifique, le FEB central, l'Association d'Églises baptistes évangéliques au Québec et le Fellowship Atlantique .

## Instituts de théologie

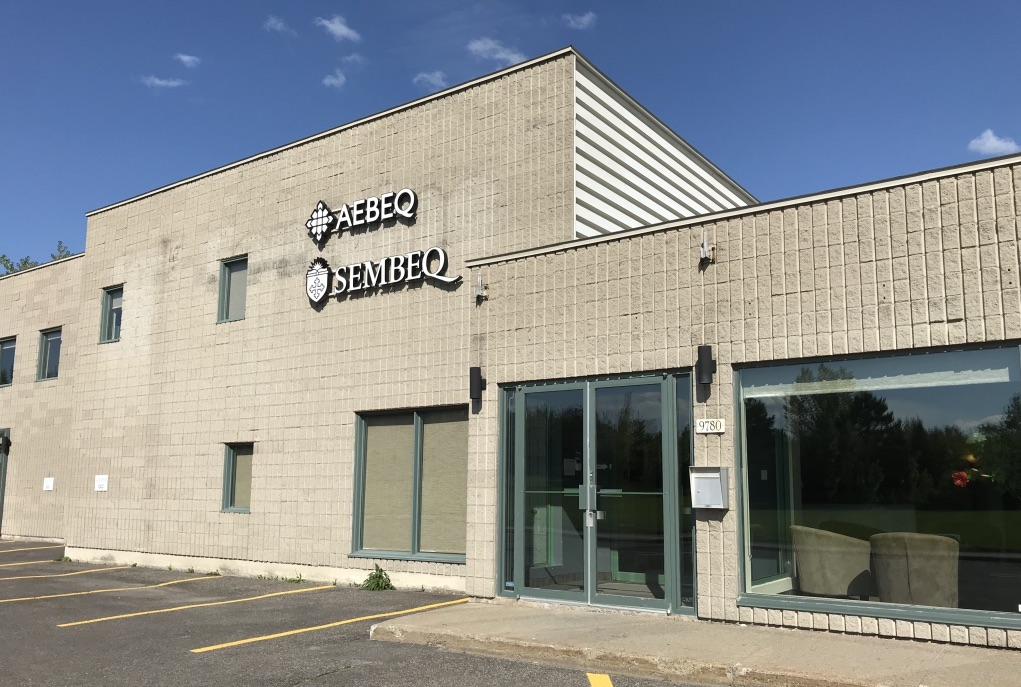
Séminaire baptiste évangélique du Québec à Montréal

L'association compte des instituts de théologie affiliés, comme le Heritage College & Seminary en Ontario, le Northwest Baptist Seminary en Colombie-Britannique, le Séminaire Baptiste Évangélique du Québec au Québec.